# Raul Xavier
Raul Maria Xavier (Macau, 23 de Março de 1894 – Lisboa, 1 de Janeiro de 1964) foi um escultor português.

## Biografia / Obra

Cabeça, 1938, pedra, 280 x 200 x 220 cm

Filho e neto de chinesas casadas com portugueses, nasce em Macau, vindo para Portugal ainda criança. Frequenta a Escola de Belas-Artes de Lisboa, onde é aluno de Ernesto Condeixa e, mais tarde, de Costa Motta (tio), cujo ateliê viria a frequentar, familiarizando-se com a técnica do talhe direto. Interrompe os estudos académicos para realizar um estágio em Itália (bolseiro do estado português), onde estuda escultura religiosa.
Participou em Salões da SNBA (1.ª medalha em 1941), nas Exp. de Artes Plásticas, Grupo Silva Porto (1945-58). Colaborou na Exposição do Mundo Português, 1940 (baixo-relevo Aljubarrota, 1940). Colaborou artisticamente em publicações como a II série  da revista Alma nova  (1915-1918), iniciada em Faro em 1914.
Raul Xavier desenvolveu uma obra escultórica de feição clássica, marcada pela serenidade e pela depuração das formas, tendo-se dedicado em especial ao retrato e à estatuária.
Cabeça, 1938 (col. Museu do Chiado), parece captar o gosto modernista pela arte primitiva, a par de lembranças da origem macaense do autor; revela ainda um curioso gosto decorativo (repare-se no entrançado do cabelo ou no dinamismo gerado pelos tracejados gravados em toda a superfície). "Deste entrecruzar de citações, o retrato, pretexto para a análise sintética e decorativa de uma face, sugere uma imagem construída numa volumetria de máscara".
A 2 de maio de 1959, foi agraciado com o grau de Cavaleiro da Ordem Militar de Sant'Iago da Espada.
Em 2011 o Museu Municipal Santos Rocha, Figueira da Foz, realizou uma exposição de trabalhos de sua autoria.

## Algumas obras
| Imagem | Título                                     | Data                  | Material | Localização | Descrição |
| ------ | ------------------------------------------ | --------------------- | -------- | ----------- | --------- |
|        | Estátua de São Vicente                     | 1949                  | pedra    |             |           |
|        | Estátua de São Cirilo                      | 30 de agosto de 1959  |          |             |           |
|        | Estátua de Afonso Liguori                  | 28 de agosto de 1960  |          |             |           |
|        | Estátua de Santo António de Lisboa         | 8 de dezembro de 1959 |          |             |           |
|        | Estátua de Bernardo de Clairvaux           | 29 de maio de 1960    |          |             |           |
|        | Estátua de João Peculiar                   | 2003                  | bronze   |             |           |
|        | Estátua de Pio XII                         | 1957                  | bronze   |             |           |
|        | Estátua de Pio IX                          | 1954                  | bronze   |             |           |
|        | Busto de Martinho António Pereira da Silva | 1957                  | bronze   |             |           |
|        | Estátua de Vasco da Gama                   |                       | bronze   |             |           |

∑ 10 items.

### Obras
- Estátua em memória de Ataíde Oliveira, Loulé (inaugurada em 1930).[8]
- A Arte, 1935, Pavilhão dos Desportos, Parque Eduardo VII, Lisboa – Escultura em pedra representando uma figura feminina majestática e simbólica. "Trata-se de uma alegoria à Arte, cujos atributos incluem pincéis, maceta e escopro, na mão esquerda, e um torso na mão direita, fazendo alusão à pintura e à escultura".[9]
- A Ciência, Pavilhão dos Desportos, Parque Eduardo VII, Lisboa.
- Santo António, Igreja de Nossa Senhora de Fátima, Lisboa.
- Monumento a Nuno Álvares Pereira (ou Monumento à Batalha), 1959, S. Jorge, Leiria – De inspiração clássica e assinalável depuração formal, este baixo-relevo é uma das obras mais emblemáticas de Raúl Xavier. O monumento é antecedido de uma plataforma com vários degraus, impondo-se ao espectador como um «friso» monumental concavo, numa alusão à batalha de Aljubarrota (mas também às batalhas dos Atoleiros e de Valverde) travada entre os exércitos português e castelhano, numa exaltação à vitória dos portugueses liderados por D. Nuno Álvares Pereira.[10]
- Estátua de São Vicente, 1949-1967, Largo das Portas do Sol, Lisboa – Os primeiros estudos para esta estátua de homenagem a São Vicente foram realizados por Raul Xavier em Junho de 1949. "A passagem da peça ao material definitivo, a pedra, só ocorreu entre 1965 e 1967, pelas mãos de seu filho, o Arq. Luís Xavier, que acompanhou esta obra até ser inaugurada em 25 de Outubro de 1970".[11]
- Nossa Senhora de Fátima, Palácio Nacional de Queluz.
- Busto do Coronel Mesquita, Museu Militar de Lisboa.
- Busto de Camões, Universidade da Califórnia, E.U.A.
- Busto de Rafael Bordalo Pinheiro, Museu Rafael Bordallo Pinheiro, Campo Grande, Lisboa.
- Busto de António Cabreira, Tavira.
- Leões da Escadaria e estátua da Prudência, Palácio de São Bento, Lisboa.

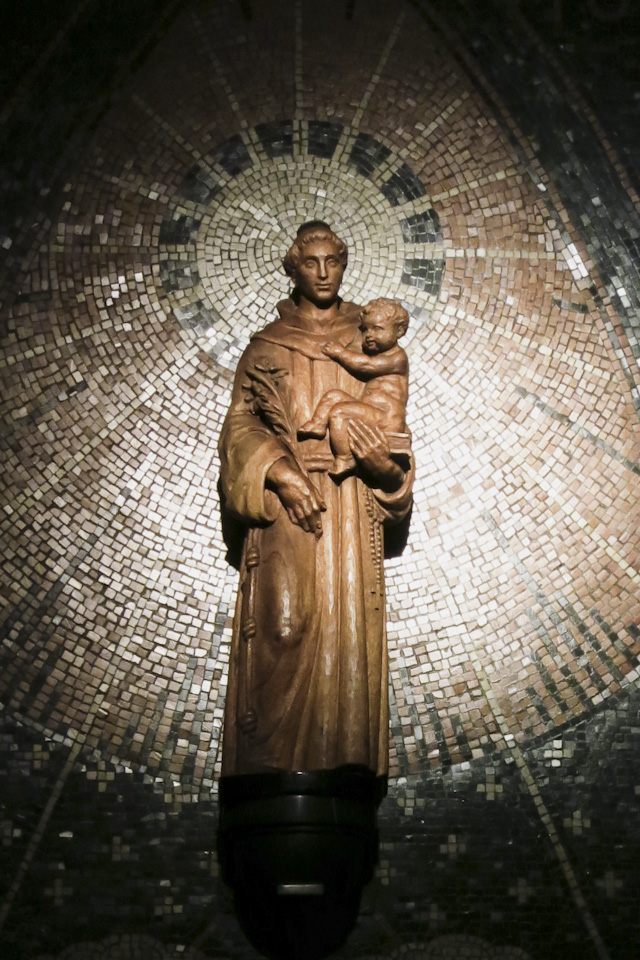
Santo António, c. 1934, Igreja de Nossa Senhora de Fátima, Lisboa
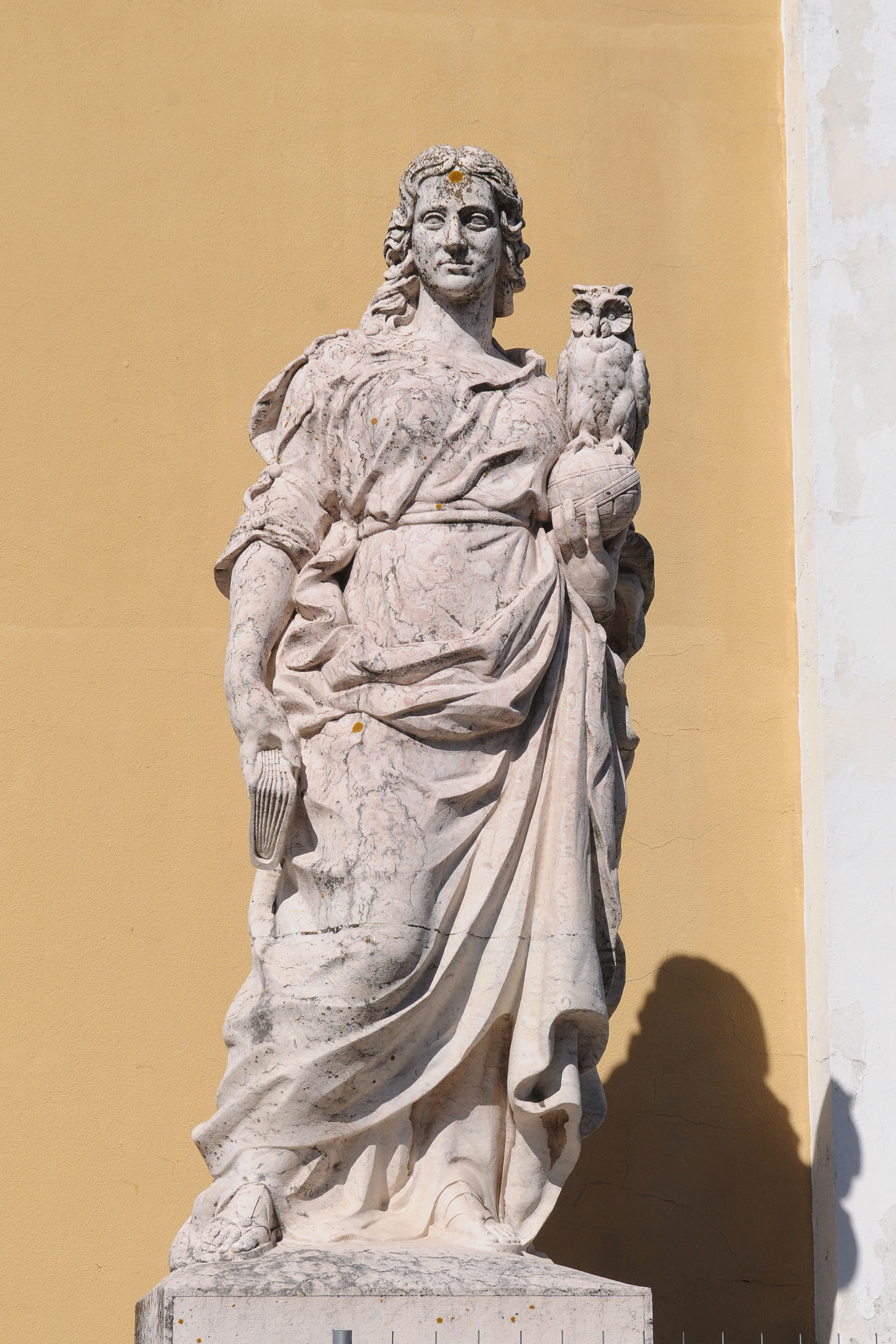
Ciência, Pavilhão dos Desportos, Parque Eduardo VII, Lisboa
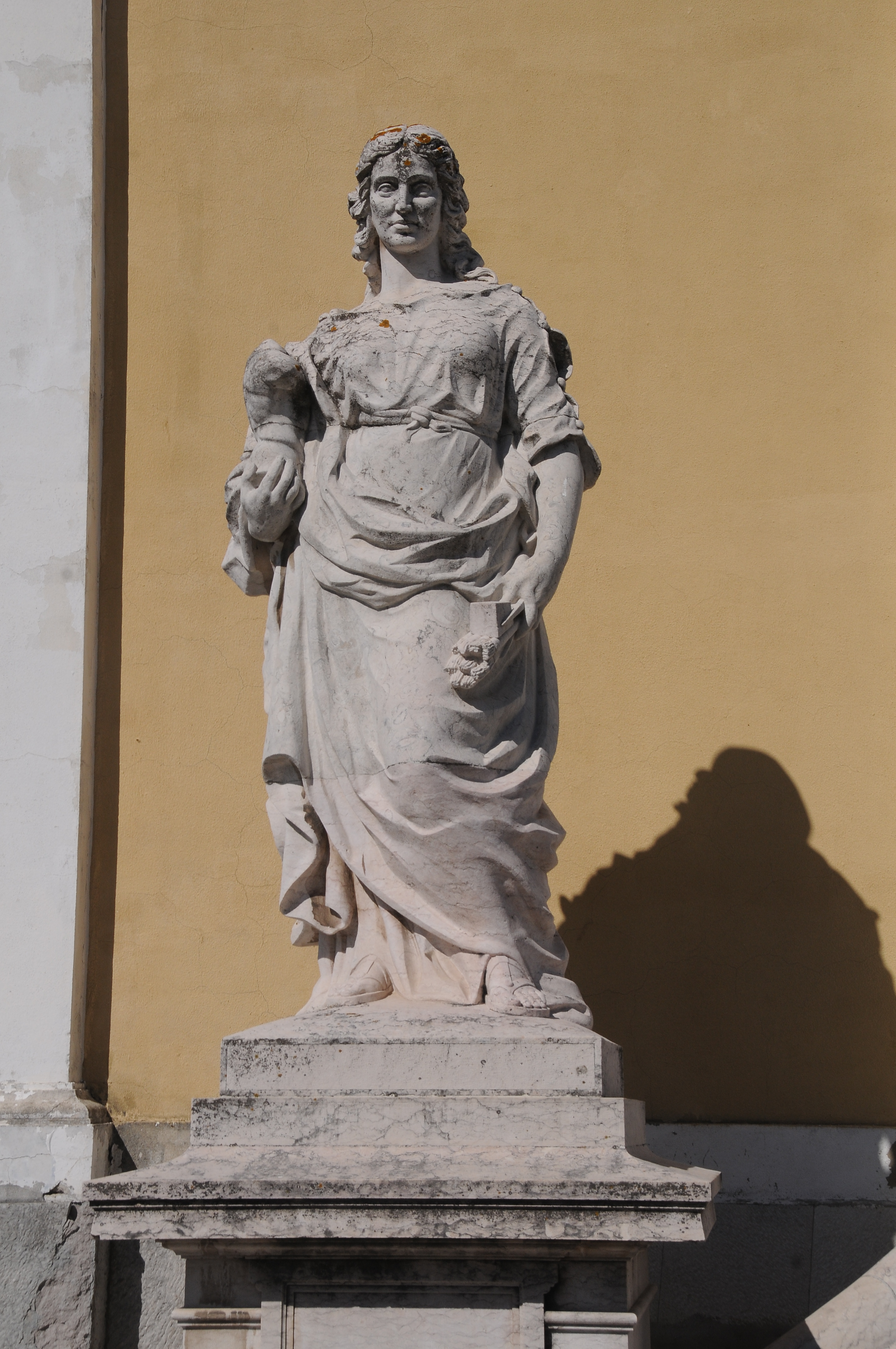
Arte, Pavilhão dos Desportos, Parque Eduardo VII, Lisboa
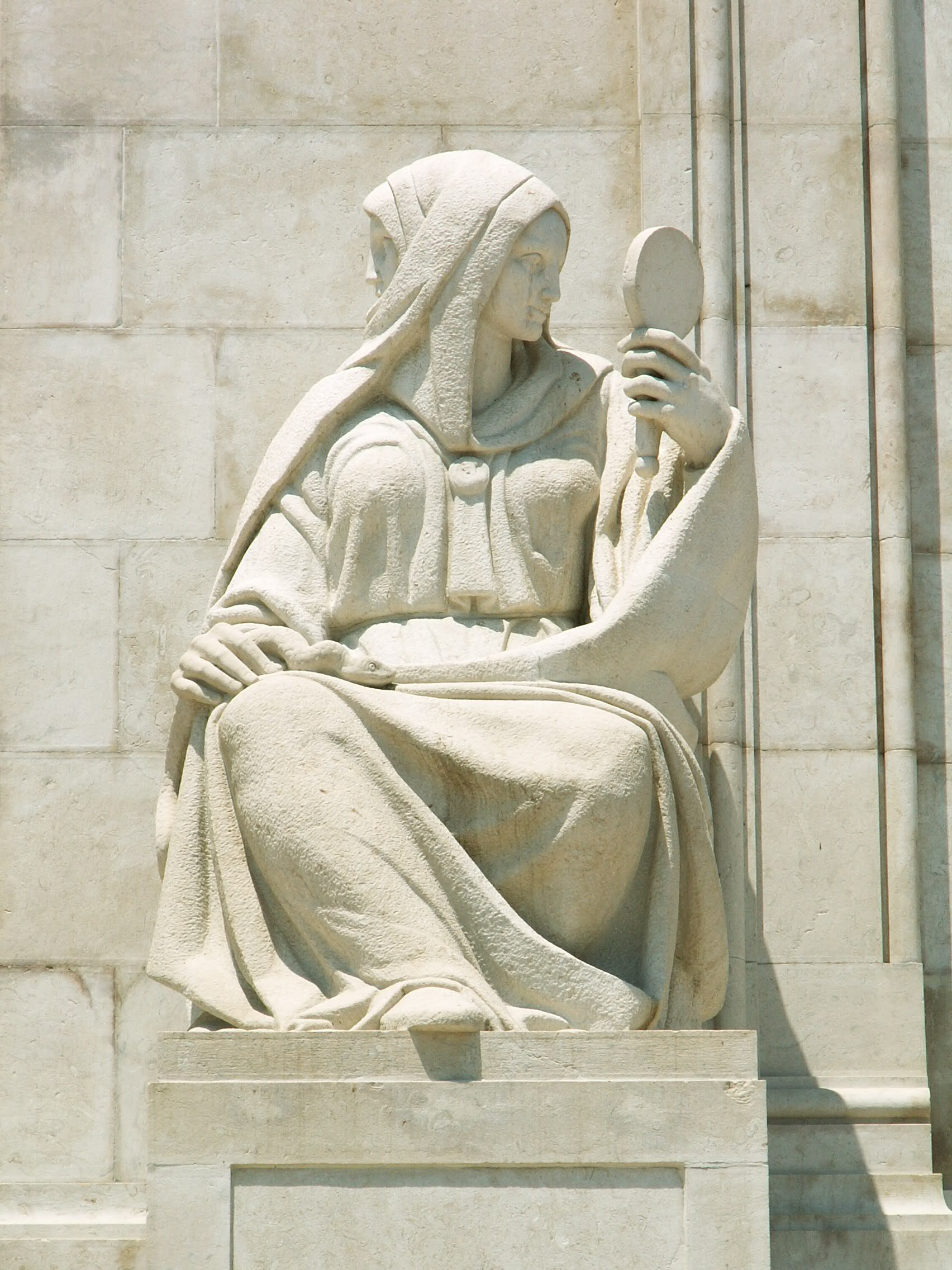
Prudência, Palácio de São Bento, Lisboa
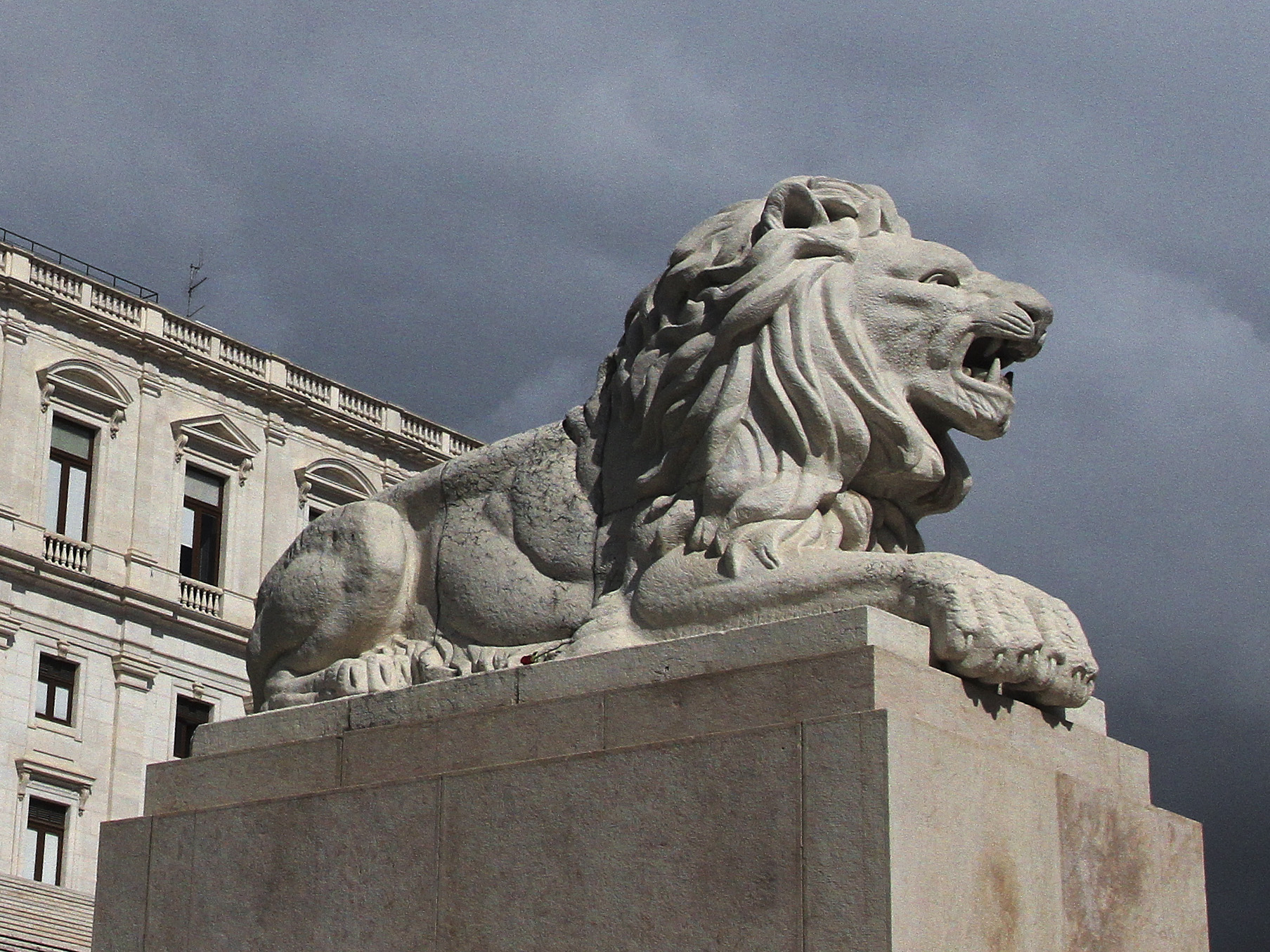
Leão, Palácio de S. Bento, Lisboa